# Az 1941–1945-ös Nagy Honvédő Háborúban aratott győzelem huszadik évfordulójára emlékérem
Az 1941–1945-ös Nagy Honvédő Háborúban aratott győzelem huszadik évfordulójára emlékérem (oroszul: Юбилейная медаль «Двадцать лет Победы в Великой Отечественной войне 1941—1945 гг.», transzliteráció: Jubilejnaja Medal "Dvadcaty let pobedi v Velikoj Otyecsesztvennoj vojnye 1941-1945") a második világháborúban aratott szovjet győzelem huszadik évfordulójára 1965. május 7-én alapított szovjet katonai kitüntetés.

## Az elismerésről
A kitüntetést a szovjet csapatok a második világháború keleti frontján a náci Németország és európai szövetségeseik felett aratott győzelem huszadik évfordulójára alapították. Hasonlóan a Szovjetunió által adományozott kitüntetések nagy részéhez, már nem adományozható. 1995. január 1-ig összesen 16 399 550 fő részesült ebben a kitüntetésben, mely a gyűjtők körében nagy becsben tartott, népszerű darab, és kereskednek is vele. A kitüntetést elsősorban Az 1941–1945-ös Nagy Honvédő Háborúban Németország Fölött Aratott Győzelemért érdemérem elismertjei kapták meg.
Az érdemérem birtokosai a későbbiekben jogosulttá váltak az 1941-1945-ös Nagy Honvédő Háborúban aratott győzelem további kerek évfordulóira alapított jubileumi emlékérmékre az alábbi kitüntetések esetében:
- Az 1941–1945-ös Nagy Honvédő Háborúban aratott győzelem harmincadik évfordulójára emlékérem
- Az 1941–1945-ös Nagy Honvédő Háborúban aratott győzelem negyvenedik évfordulójára emlékérem
- Az 1941–1945-ös Nagy Honvédő Háborúban aratott győzelem ötvenedik évfordulójára emlékérem
- Az 1941–1945-ös Nagy Honvédő Háborúban aratott győzelem hatvanadik évfordulójára emlékérem
- Az 1941–1945-ös Nagy Honvédő Háborúban aratott győzelem hatvanötödik évfordulójára emlékérem

## Kinézete

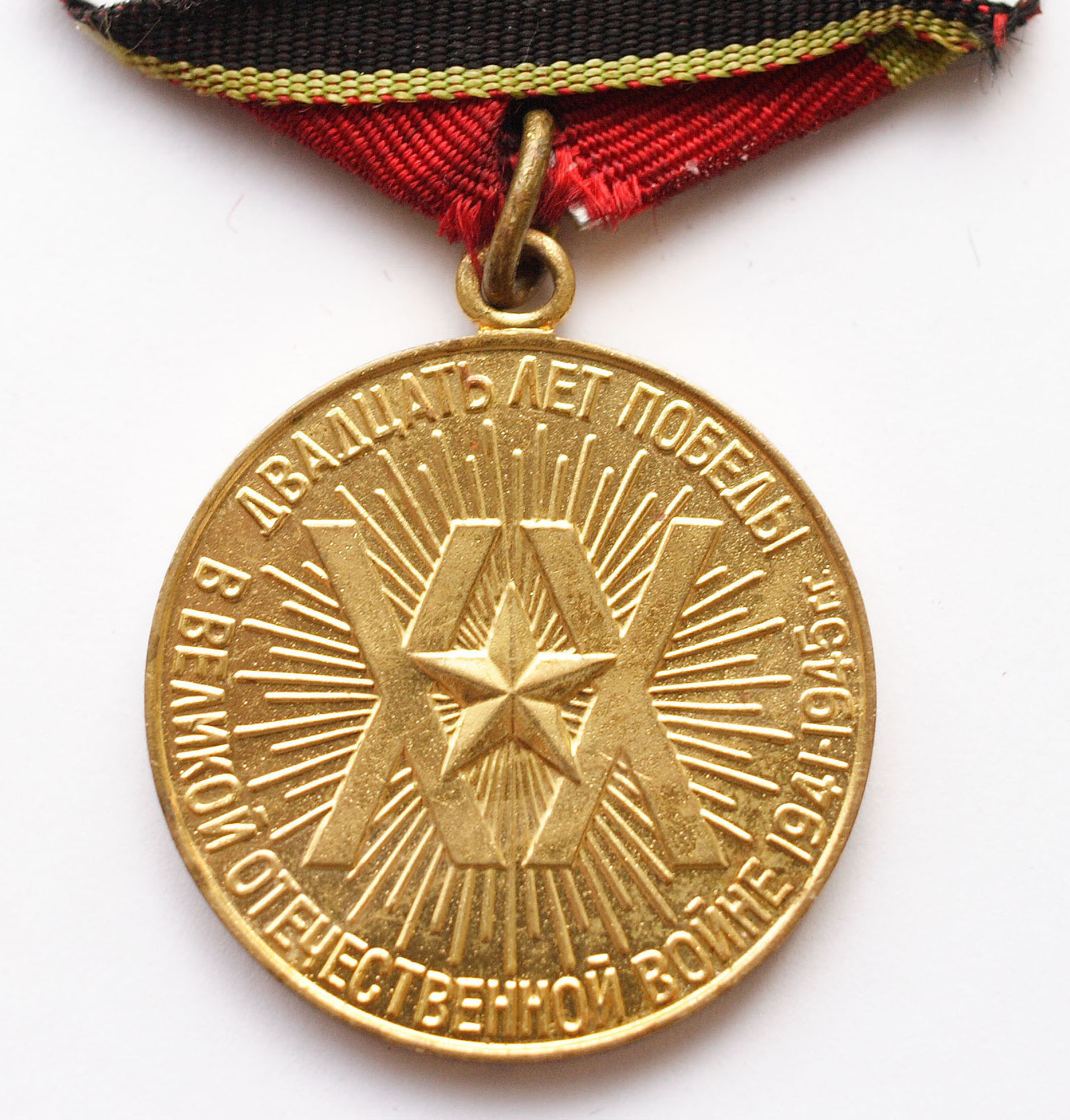
A medália hátulnézeti képe

Az érme sárgarézből készült, alakja szabályos kör, melynek átmérője 32 mm. Az elülső oldalán a Berlinben található Treptower Parkban felállított szoboralakról mintázott felszabadító férfialak, jobb kezében karddal a balban egy gyermeket tartva. Az alak mellett kétoldalt évszámok 1945, 1965 és az érme alsó részén két babérág.
A hátoldalon cirill betűs körfelirat «Двадцать лет Победы в Великой Отечественной войне 1941—1945 гг.», fordítása Az 1941-1945-ös Nagy Honvédő Háborúban aratott győzelem huszadik évfordulójára emlékérem. Az érme közepén római "XX" szám, melynek közepében ötágú csillag van és a háttérben az érme középpontjából kiinduló eltérő hosszúságú sugarak láthatók.
Az éremhez tartozó moaré szalagsáv egyharmadában függőlegesen fekete és aranysárga sáv mellett a többi rész piros. A szalag szélessége 24 milliméter.

## Fordítás
- Ez a szócikk részben vagy egészben  a(z)    Юбилейная медаль «Двадцать лет Победы в Великой Отечественной войне 1941—1945 гг.» című orosz Wikipédia-szócikk ezen változatának fordításán alapul.  Az eredeti cikk szerkesztőit annak laptörténete sorolja fel. Ez a jelzés csupán a megfogalmazás eredetét és a szerzői jogokat jelzi, nem szolgál a cikkben szereplő információk forrásmegjelöléseként.